# Gejjenahalli, Shimoga
Gejjenahalli là một làng thuộc tehsil Shimoga, huyện Shimoga, bang Karnataka, Ấn Độ.